# Коскара
Коскара — река в Шенкурском районе Архангельской области, правый приток Ваги.
Длина — 47 км, площадь водосбора — 390 км².

## Течение
Река берёт начало из озера Лум. Течет в основном в северо-западном и западном направлении. В 19 км от устья принимает приток: реку Муланда. На всем протяжении ширина русла составляет 6-7 метров при глубине 0,8-1,0 метра. Впадает в реку Вагу недалеко от деревни Антипинская.

## Населённые пункты
В нижнем течении, на берегах реки находятся ныне нежилые деревеньки муниципального образования «Шеговарское»: Наум-Болото, Селезневская и Антипинская.

## Данные водного реестра
- Бассейновый округ — Двинско-Печорский
- Речной бассейн — Северная Двина
- Речной подбассейн — Северная Двина ниже места слияния Вычегды и Малой Северной Двины
- Водохозяйственный участок — Вага

## Топографические карты
- Лист карты P-38-63,64 Кодимский. Масштаб: 1 : 100 000. Указать дату выпуска/состояния местности.
- Лист карты P-38-51,52 Сергеевская. Масштаб: 1 : 100 000. Указать дату выпуска/состояния местности.